# Григорий Ковалевски
Григорий Александрович Ковалевски (на руски: Григорий Александрович Ковалевский) е руски офицер, командир на Лейбгвардейския драгунски полк, участник в Руско-турската война (1877 – 1878).

## Биография
Григорий е роден на 17 ноември 1842 г. в Курска губерния на Руската империя. Произхожда от клон на уважавания дворянски род Ковалевски от Черниговска губерния – представител на девето поколение. Баща му е генерал-лейтенант. Ковалевски е възпитаник на Михайловски воронежски кадетски корпус, Втори кадетски корпус и Михайловска артилерийска академия. Военната му кариера преминава изцяло в Лейбгвардейския драгунски полк. През Руско-турската война (1877 – 1878) полкът му е изпратен за подпомагане на Обсадата на Плевен. На 6 октомври 1877 г., полковник Ковалевски, като командир на 1-ви дивизион, е принуден като старши да поеме командването след навяхването на крака от страна на полковник Ланц. Участва в битките при Телиш, Враца, Пловдив. Той е генерал-майор (от 06.08.1878), член на Свитата на Негово Императорско Величество (от 15.07.1878), командир на Лейбгвардейския драгунски полк (22.01.1878 – 08.12.1882), временно командващ 2-ра кавалерийска дивизия (от 16.08.1880).

## Смърт
Григорий Ковалевски умира четиридесетгодишен на 23 ноември 1882 г. в клиничната болница в Санкт Петербург след тежко боледуване. Той е един от малцината командири, които преминават всички стъпала във военната йерархия от чин прапоршчик до генерал-майор в един и същи полк. След смъртта е удостоен с честта да бъде погребан в олтара на полковата църква в Кречевица, край Велики Новгород.

## Семейство
- баща – Александър Семьонович Ковалевски,
- син – Владимир Григориевич Ковалевски,
- братя – Михаил Александрович Ковалевски, Николай Александрович Ковалевски, Владимир Александрович Ковалевский,
- сестра – Мария Александровна Ричкова.[4]

## Награди
- орден „Свети Владимир“, IV степен с мечове и лъкове (16.10.1877),
- орден „Свети Владимир“, III степен (16.07.1878),
- орден „Света Анна“, II степен (30.08.1874),
- орден „Свети Станислав“, III степен (30.08.1864),
- орден „Свети Станислав“, II степен (30.08.1870),
- орден „Свети Станислав“, II степен с императорска корона (13.11.1871),
- орден „Свети Станислав“, I степен (1882),
- кавалерски кръст на ордена на Данеброг (18.12.1876)
- голям кръст със звезда на ордена на Вендската корона (1879)[5]
- златно оръжие с надпис „За храброст“ за заслуги през октомври и ноември до преминаването на Балкана.[6]